# Nannette Streicher

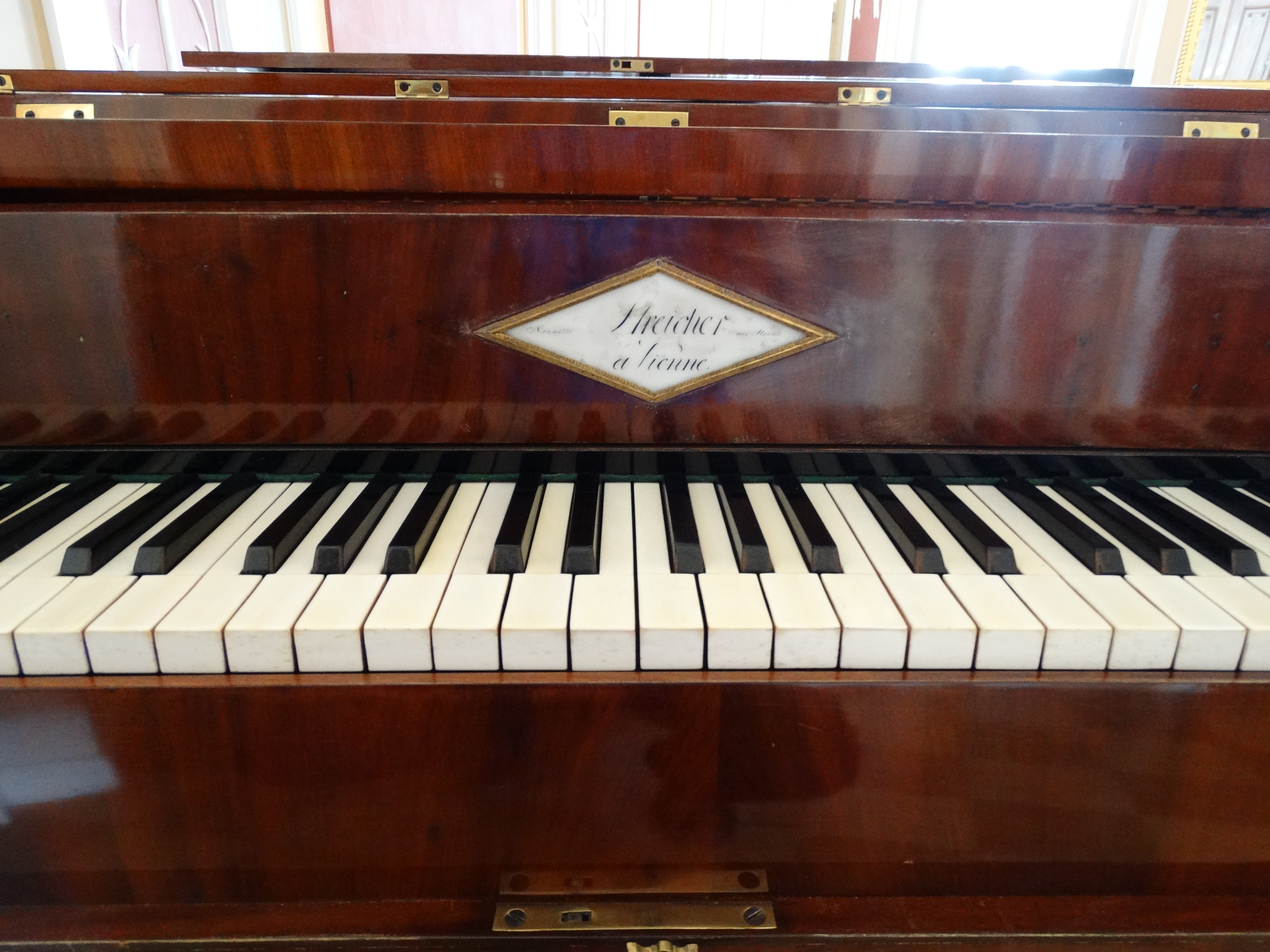
Piano à queue Streicher, vers 1820.

Nannette Streicher, née Anna-Maria Stein le 2 janvier 1769 à Augsbourg, décédée le 16 janvier 1833 à Vienne, est une factrice de pianos et pianiste germano-autrichienne.

## Biographie
Nannette est le sixième enfant de Johann Andreas Stein (1728-1792), facteur d'orgues et de pianos à Augsburg, et de sa femme Maria Regina Stein, née Burkhart. À un âge précoce, elle reçoit des leçons de piano de son père, ami d'Ignaz von Beecke. Nannette Stein fait ses débuts dans un salon aristocratique d'Augsbourg en avril 1776, à l'âge de sept ans, avec un concerto pour piano. En 1777, à Vienne, elle exécute un morceau devant Mozart, qui lui trouve beaucoup de talent mais se moque de ses mimiques. Parallèlement à son éducation musicale, son père lui enseigne, comme il le fait pour ses fils, les bases du métier de facteur de pianos. À la mort de Johann Stein, elle reprend l'entreprise avec ses frères. 
En 1793 ou 1794, elle épouse le musicien Johann Andreas Streicher (1761-1833) et s'installe avec lui à Vienne. Elle déplace l'entreprise paternelle d'Augsbourg à Vienne et en fait transporter les pianos par radeaux. Elle est à la tête de l'entreprise, d'abord avec son jeune frère Matthäus Andreas Stein (1776–1842), et l'entreprise J.A. Stein est renommée Frère et Sœur Stein. En 1802, le frère et la sœur se disputent et se séparent. Après que Matthäus a annoncé dans un journal local qu'il est le seul héritier légitime de l'entreprise Stein, sa sœur renomme son entreprise en Streicher née Stein. Épaulée par son mari puis son fils Johann Baptist (1796–1871), elle réussit à faire de l'entreprise l'un des plus importants fabricants de pianos de la capitale, produisant entre cinquante et soixante pianos à queue par année. Ludwig van Beethoven et Johann Wolfgang von Goethe sont amis et clients du couple Streicher. Plus tard, des pianistes tels que Clara Schumann et Johannes Brahms choisiront aussi un piano Streicher.
Nannette Streicher et son frère Matthaüs contribuent à la vie musicale de Vienne non seulement comme facteurs de pianos mais aussi en organisant des concerts dans leur salon de piano qui pouvait accueillir environ trois cents personnes, et qui offrait aux jeunes artistes des occasions de se produire.
Johann Baptist Streicher devient seul propriétaire de la fabrique en 1833. L'entreprise dépose de nombreux brevets sous sa direction et acquiert une réputation mondiale. Emil, son fils, vend l'entreprise aux frères Stingl (de) en 1896.
Nannette Streicher et son mari meurent la même année et sont enterrés au Cimetière central de Vienne où leur tombe commune fait face à celle de Beethoven.

### Amitié avec Beethoven
Pianiste accomplie, factrice connue installée dans la capitale autrichienne, elle est en contact avec de nombreuses grandes personnalités musicales de Vienne et joue dans des cercles privés pour les amateurs de musique et les visiteurs, parfois avec sa fille Sophie (1797-1840), elle aussi pianiste douée.
Beethoven la rencontre à Augbourg en 1787, à son retour de Vienne où il était allé jouer pour Mozart et il la retrouve après son installation à Vienne. 
La place de Nannette Streicher dans la vie de Beethoven a deux facettes : d'une part la musique et la facture de pianos, d'autre part l'aide qu'elle lui apporte dans la vie quotidienne. 
En 1796, ayant joué sur un piano Streicher, Beethoven écrit aux Streicher que la sonorité de l'instrument est trop proche de celle de la harpe. Même après avoir acquis un piano Erard, il continue à inciter les Streicher à construire un piano mieux adapté à ses compositions. Pendant la première décennie du XIXe siècle, Nannette Streicher travaille sur l'amélioration des pianos de son père et produit des instruments parmi les plus puissants de Vienne.

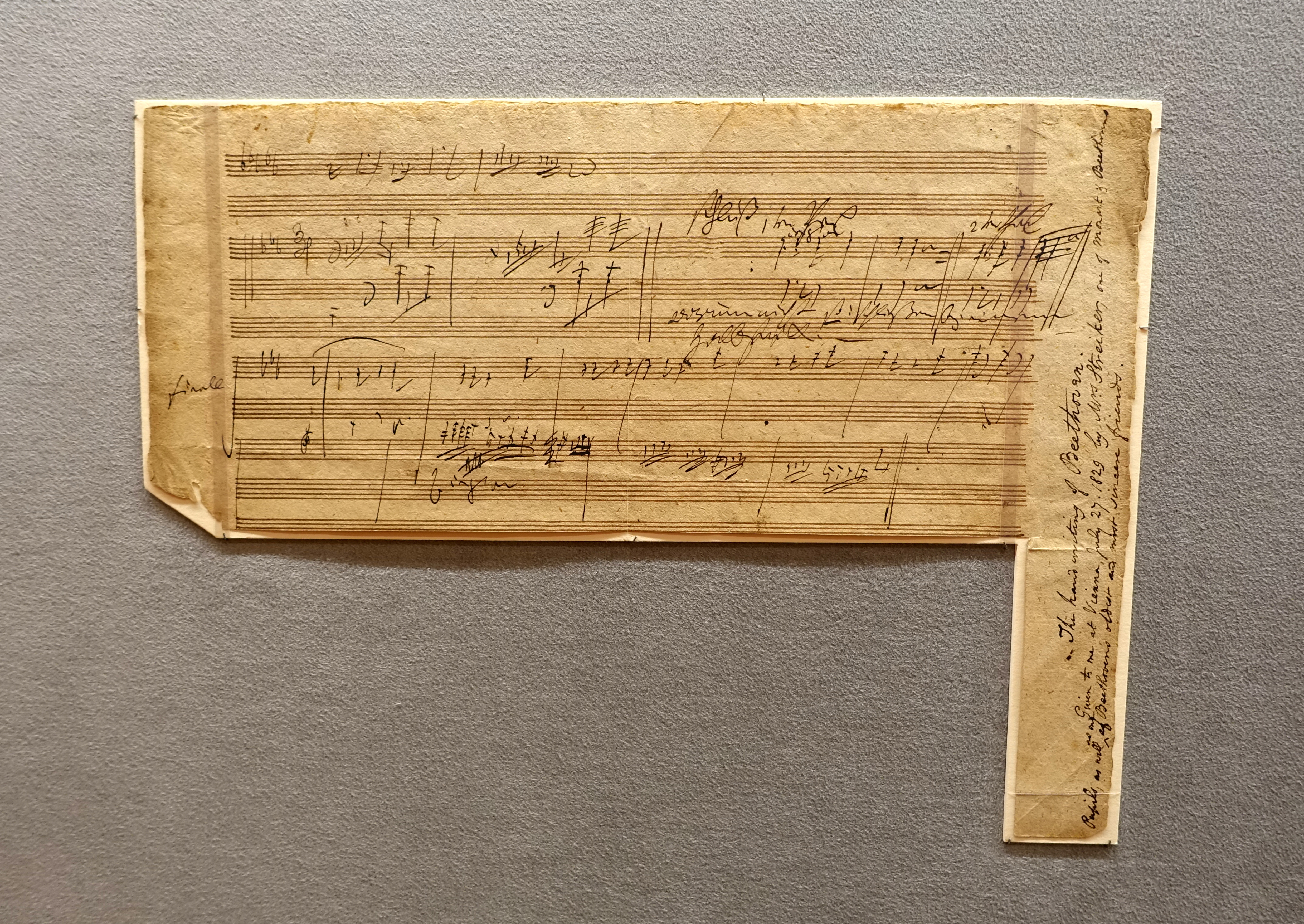
Ébauche du mouvement lent de la sonate «Hammerklavier» ayant appartenu à Nannette Streicher.

Elle accepte de s'occuper du ménage de Beethoven en 1817, période difficile pour le compositeur. Sa surdité a empiré, sa créativité l'a abandonné, et il est en procès pour obtenir la tutelle de son neveu Karl. Son amitié avec Beethoven est documentée dans plus de soixante lettres dans lesquelles il lui demande des conseils et de l'aide pour les questions de ménage et d'éducation de son neveu Karl. Il parle d'elle comme de « sa bonne Samaritaine ». En partie grâce à l'aide de Nannette Streicher dans la vie quotidienne, Beethoven peut se consacrer à la composition de la sonate « Hammerklavier ». Elle en possède une ébauche manuscrite qu'elle donne au musicien et éditeur Vincent Novello en 1829. Dans la marge, Novello indique que le manuscrit lui a été offert par « Madame Streiker (sic), une des amies les plus vieilles et le plus sincères de Beethoven. ».

## Compositions
- Deux Marches pour le Piano Forte. Composées par Madame Nannette Streicher née Stein. Prix 75 Cs. Bonn et Cologne chez N. Simrock. Propriété de l‘Editeur 1378, 1827.
- Klage über den frühen Tod der Jungfer Ursula Sabina Stage. Für eine Singstimme und Klavier (c-Moll), Augsburg 1788.
- Marche à huit Instruments à vent. N. Simrock, Bonn et Cologne, 1817.

### Enregistrements
- Jan Vermeulen. Franz Schubert. Works for fortepiano. Volume 1. Piano-forte Nannette Streicher 1826